# مدیولانوم فوروم
مدیولانوم فوروم (انگلیسی: Mediolanum Forum) یک استادیوم ورزشی سرپوشیده است که در آساگو واقع در نزدیکی میلان قرار دارد.
این مجموعه ورزشی از 2قسمت تشکیل شده است ؛ منطقه استادیوم و منطقه چند منظوره که منطقه استادیوم با ظرفیت 12700 نفری تماشاگر علاوه بر بسکتبال،برای والیبال و کنسرت موسیقی هم استفاده میشود و بازی های خانگی تیم المپیا میلان در آن برگزار می شود. 
منطقه چند منظوره ؛ شامل استخرهای سرپوشیده و روباز، سالن بدنسازی ، بولینگ ، اسکواش ، بیلیارد و پینگ پنگ میشود.